# Formica oculata
Formica oculata é uma espécie de formiga do gênero Formica, pertencente à subfamília Formicinae.